# Limosina dudai
Limosina dudai är en tvåvingeart som beskrevs av Papp 1978. Limosina dudai ingår i släktet Limosina och familjen hoppflugor. Inga underarter finns listade i Catalogue of Life.